# Ai (stad)
Ai (Hebreeuws: העי, "hoop ruïnes") was volgens de Hebreeuwse Bijbel een Kanaänitische koningsstad. Volgens het boek Jozua werd de stad bij de tweede poging ertoe door de Israëlieten ingenomen, in brand gestoken en verwoest. De meeste archeologen gaan ervan uit dat de ruïnes van de stad op de archeologische vindplaats Et-Tell gelegen zijn.
Volgens Genesis bouwde Abraham een altaar tussen Bethel en Ai (Genesis 12:8) en verbleef er hierna nog een keer (Genesis 13:3).
Jozua vermeldt twee pogingen van de Israëlieten om Ai in te nemen, waarvan de eerste mislukte door een eerder door Achan begane zonde. Het boek Jozua beschrijft hoe Achan "en al de zijnen" als straf gestenigd werden. Bij de tweede poging veroverde Jozua Ai door een hinderlaag aan de westelijke achterzijde van de stad. De stad werd vervolgens in brand gestoken en volledig verwoest. Ook werd de gehele bevolking (inclusief vrouwen en kinderen) uitgeroeid, dit alles op Gods bevel.
Jeremia 49:3 noemt ook een stad Ai. Het is niet duidelijk of deze vermelding terugslaat op de verwoesting van Ai door Jozua of een andere stad Ai wordt bedoeld.

## Ligging
Hoewel de meeste archeologen ervan uitgaan dat Ai lag waar nu Et-Tell ligt, bestrijden anderen deze theorie, omdat dat op basis van de archeologische vondsten zou betekenen dat de Bijbelse chronologie rond de veroveringen van Ai inaccuraat is.